# Фуникулёр Якури
Фуникулёр Якури (яп. 八栗ケーブル, англ. Yakuri Cable) фуникулёр в городе Такамацу, Япония.
Линия фуникулёра ведёт на гору Гокен (Якури) к храму Якури-дзи. Оператором фуникулёра является частная компания Shikoku Cable. Помимо фуникулёра Якури, она также эксплуатирует несколько канатных дорог на Сикоку. Фуникулёр функционирует с 1931 года.
Технические данные:
- Протяжённость — 0,7 км
- Ширина колеи — 1067 мм
- Количество станций: 2
- Вертикальный перепад высот: 167 м